# Оцизла
Оцизла (словен. Ocizla) — поселення в общині Хрпелє-Козіна, Регіон Обално-крашка, Словенія. Висота над рівнем моря: 443,1 м. Розташоване біля кордону з Італією.